# 法務部矯正署緑島監獄
座標: 北緯22度40分23秒 東経121度28分35秒 / 北緯22.67303度 東経121.476326度

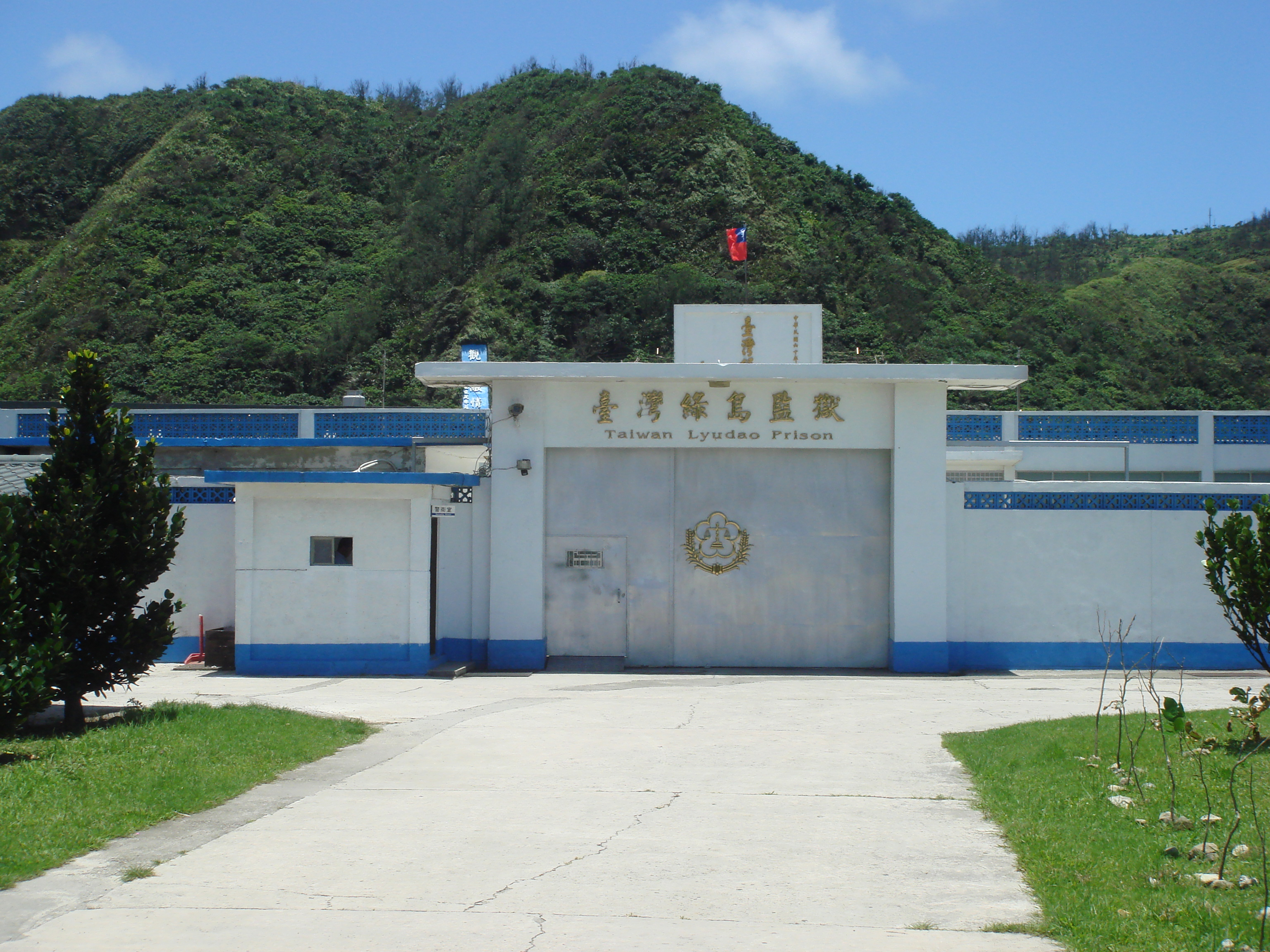
緑島監獄の門、2008年撮影。

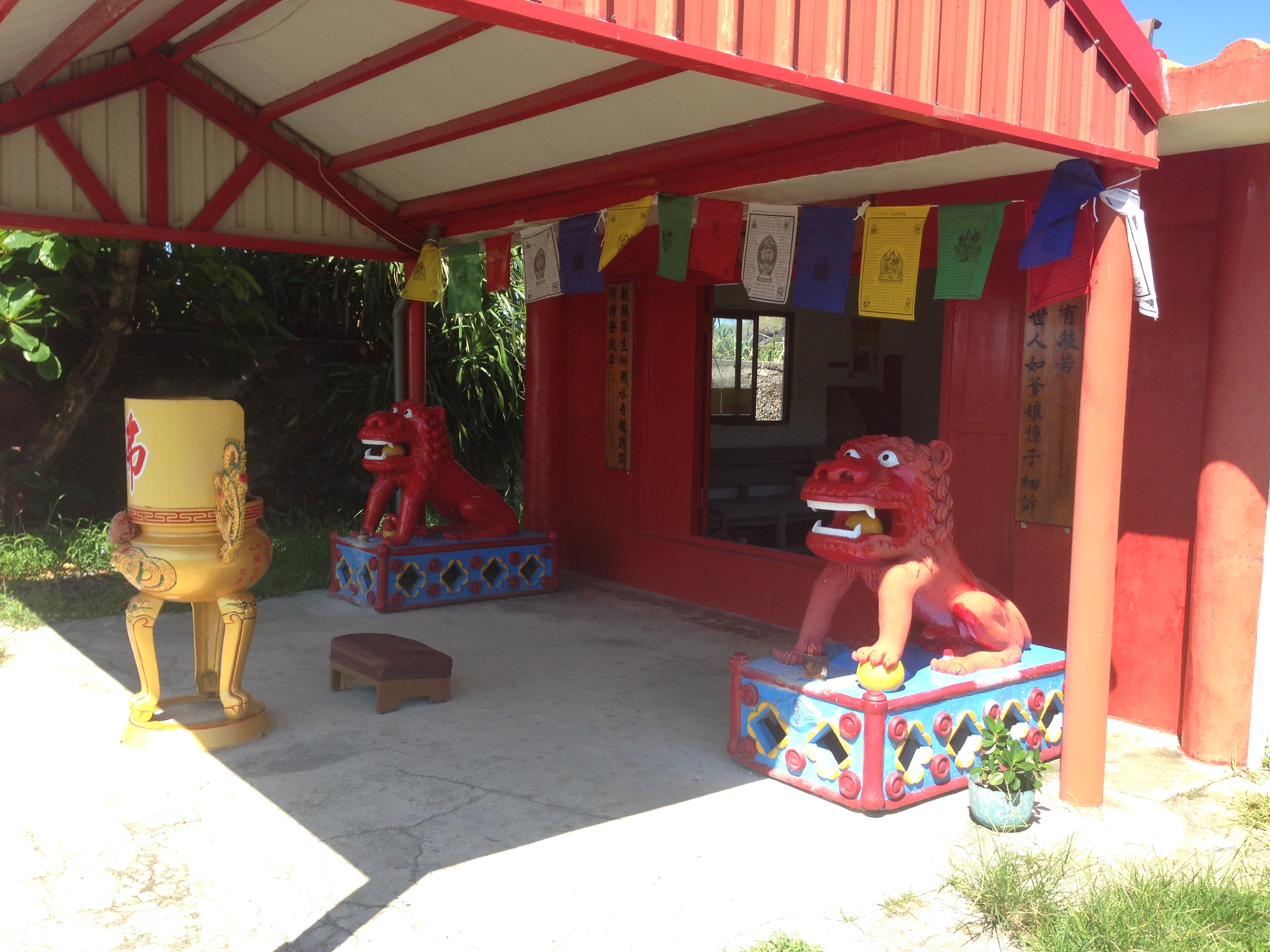
緑島慈航宮、地元では「大哥大廟」（「大哥」は長兄、転じて兄貴＝ボスといった含意）と称している。もともと緑島指揮部の指揮官であった高哲倫が、管理策の一環で、緑島観音洞に代わる施設として刑務所の近傍にこの観音廟を建てた。緑島技術訓練所所長の夏群が1994年に再建し、仏光山の慧山法師に門扉の文字の揮毫を依頼した。「觀照眾生似潮水省親，請問何時登彼岸。此地有般若音傳世人，如爹娘憶子細訴。」（衆生を観照するのは潮の満ち引きを見るのに似て、いつあの岸に満ちてくるかと問う。ここに般若音薩がいて世の人々に伝えることは、父母が子を思い細々と諭すようなものだ）

法務部矯正署緑島監獄（ほうむぶきょうせいしょりょくとうかんごく）は、台湾台東県緑島郷にある1972年に竣工した施設であり、緑島に設けられた多くの矯正施設のひとつで、法務部矯正署の下に置かれている。この刑務所は、おもに管理や教導が困難な受刑者を収容しており、高度な管理体制が敷かれている。このため、緑島監獄には、一清専案や治平専案などの一斉取り締まりで検挙された組織犯罪の首領級の受刑者たちが収容されている。

## 歴史
日本統治時代には、日本人たちが緑島に設けた「火燒島浮浪人收容所」が存在していた。「火燒島」とは緑島の旧名であり、黄昏の時に外海からこの島を遠望すると燃え上がるように見えることからこのように称されたと言われている。ただし、異説もある。
当時の日本人たちは、いわゆる「浮浪人」をここに収容したが、実際にはその大多数は組織犯罪に関与した、いわゆる「黑道分子」であった。この島が選ばれたのは、四方を海に囲まれ、収容者の脱走が困難であることが理由であった。
1950年代に、火燒島浮浪人收容所は刑務所に転用され、もっぱら反体制活動家や政治犯たちを収容した。1951年から1965年にかけては、強制労働と思想改造を企図した新生訓導処が設けられ、後に1972年から1987年にかけては国防部緑島感訓監獄が設けられた。中国国民党はもっぱら政治犯を収容したこの監獄を「緑洲山荘」と称したという。「白色テロの時代」と称されるこの時期の事情は、柯旗化の『台湾監獄島』、蔡徳本の『台湾のいもっ子』などに詳しく紹介されている。 
後には刑の重い者やギャング（幫派）（暴力団）の構成員を収容するようになった。1987年に戒厳令が解除されると、緑島では政府が主導する形で監獄を観光資源とする観光地開発が始まり、また、1990年代に台湾の民主化が進むともっぱら暴力団関係者が収容されるようになって受刑者のための職業訓練施設なども併設されるようになっていった。しかし、治安の改善によって収容される受刑者の数は一時期減少の一途をたどった。2012年3月23日、法務部矯正署は、台湾各地の刑務所から最も管理・教導が困難な者を集めて緑島監獄に収容するという方針を公表し、以降その方針に沿った収容が進んだ。

## エピソード
刑務所内の塀の一部には「滅共復国」（共産主義/共産党を滅ぼし、国/国民党を復興させよう）、「臺獨即臺毒、共產即共慘」（台湾独立は即ち台湾を毒することだ、共産とは共に悲惨な状態になることだ）などといった政治宣伝の標語が残されており、国民党と共産党が敵対的意識をもって対峙していた時代の証しとなっている。